# Vlasta Chramostová
Vlasta Chramostová (17. listopadu 1926 Brno – 6. října 2019 Praha) byla česká divadelní, filmová a dabingová herečka. Účinkovala např. ve filmech Spalovač mrtvol, Bílá paní nebo Je třeba zabít Sekala. Byla dvakrát nominována na Českého lva. V databázi Divadelního ústavu má 139 divadelních rolí a 140 fotografií.

## Život a dílo
Vlasta Chramostová se narodila jako nejstarší z pěti dětí elektroinženýra Vladimíra Chramosty. Vyrůstala v obci Skryje u Rouchovan (obec zanikla v roce 1976 při stavbě jaderné elektrárny Dukovany). Její teta Bláža Chramostová byla dlouholetou ředitelkou školy v Rouchovanech, tuto obec svého dětství často navštěvovala při různých příležitostech po celý život. Naposledy oslovila občany v roce 2013 na zaplněném náměstí při telefonickém rozhovoru u příležitosti 770 let od první písemné zmínky o obci.

### Rodina
Byla dvakrát vdaná, prvním manželem byl od roku 1950 Bohumil Pavlinec, ředitel Československého rozhlasu v Brně, se kterým se později rozvedla. Jejím partnerem byl poté brněnský sochař Konrád Babraj (1921–1991), s nímž měla syna Konráda (1959–1963), který zemřel při autonehodě. Roku 1971 se jejím manželem stal kameraman Stanislav Milota, s nímž žila až do jeho smrti v únoru 2019. Roku 2007 si zahrála s manželem hlavní roli ve videoklipu k singlu „Plán“ kapely Kryštof, což bylo ze strany kapely vyjádření obdivu k této dvojici (samotná píseň popisuje vztah mezi mužem a ženou a frontman kapely ji napsal pro svoji přítelkyni).

### Do roku 1968
V letech 1941–1945 studovala u profesorů Rudolfa Waltra a Zdeňky Gräfové na brněnské Státní konzervatoři. V sezoně 1945–1946 působila v Městském divadle v Olomouci. Následovaly čtyři sezony v Národním (Státním) divadle v Brně (1946–1950). Na dalších dvacet let (1950–1970) spojila svůj umělecký život s pražským Divadlem na Vinohradech. Dostala zde řadu velkých rolí, např. byla titulní Marii Stuartovnou, Annou Kareninou, Roxanou atd. V letech 1970–1972 byla v angažmá Krejčova Divadla za branou.
Zasloužilou umělkyní byla jmenována v roce 1965. Během komunistického režimu hrála ve filmu, v televizi, spolupracovala s rozhlasem i dabingem.

### KSČ a StB
V letech 1962–1968 byla členkou KSČ. Byla spolupracovnicí StB (krycí jméno Klára, viz Necenzurované Noviny, 2000, č. 4). Dle vlastních slov „lepší je být blbý v mládí a zestárnout k moudrosti než naopak“.

### Bytové divadlo Vlasty Chramostové
Když na protest proti odvolání ředitele Františka Pavlíčka opustila Divadlo na Vinohradech (1972), zavřely se pro ni české scény a nesměla veřejně vystupovat. Rozhodla se pořádat soukromá představení ve vlastním bytě. Na přípravách a chodu bytových divadel se podílel manžel, kameraman Stanislav Milota. Režijně a dramaturgicky spolupracoval Luboš Pistorius. Činnosti divadla se účastnily další osobnosti vyhoštěné z kulturního života: dramatici Pavel Kohout a František Pavlíček, herec Pavel Landovský a písničkář Vlastimil Třešňák.
Z některých představení jsou i filmové záznamy, v roce 1979 vznikla nahrávka textů Jaroslava Seiferta.
V roce 1988 byl v Itálii natočen film Andělé moci (Angeli del potere), inspirovaný životními osudy herečky Vlasty Chramostové. Byl natočen na motivy divadelní hry Pavla Kohouta Marie zápasí s anděly. Hlavní postavu ztvárnila herečka Jitka Frantová, hudbu k filmu komponoval skladatel Ennio Morricone.

### Po sametové revoluci
Od roku 1991 byla členkou souboru činohry Národního divadla; působení v ND ukončila k 31. 12. 2010. Hereckou kariéru ukončila 17. listopadu 2011.
Prezident Václav Havel jí v roce 1998 udělil Řád T. G. Masaryka III. třídy za vynikající zásluhy o demokracii a lidská práva. V těchto letech obdržela, jako čestná a zakládající členka Masarykova demokratického hnutí, rovněž Čestnou medaili T. G. Masaryka, za věrnost jeho odkazu. Současně je od r. 2018 držitelkou čestného akademického titulu doctor honoris causa na Janáčkově akademii múzických umění.
Tři týdny před smrtí zahrála poslední roli před kamerou v seriálu Zločiny Velké Prahy.

Zemřela v Praze dne 6. října 2019 ve věku 92 let, osm měsíců po manželovi Stanislavu Milotovi.

## Výběr z rolí

### Divadlo
- Anna Karenina

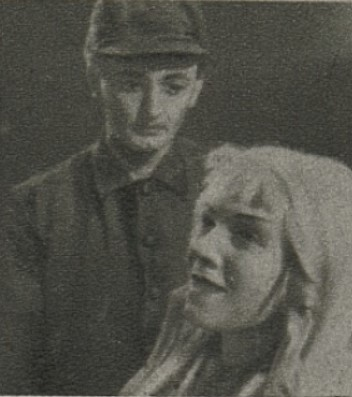
Zdeněk Řehoř a Vlasta Chramostová (Dívka s bílými vlasy, Divadlo čs. armády 1951)

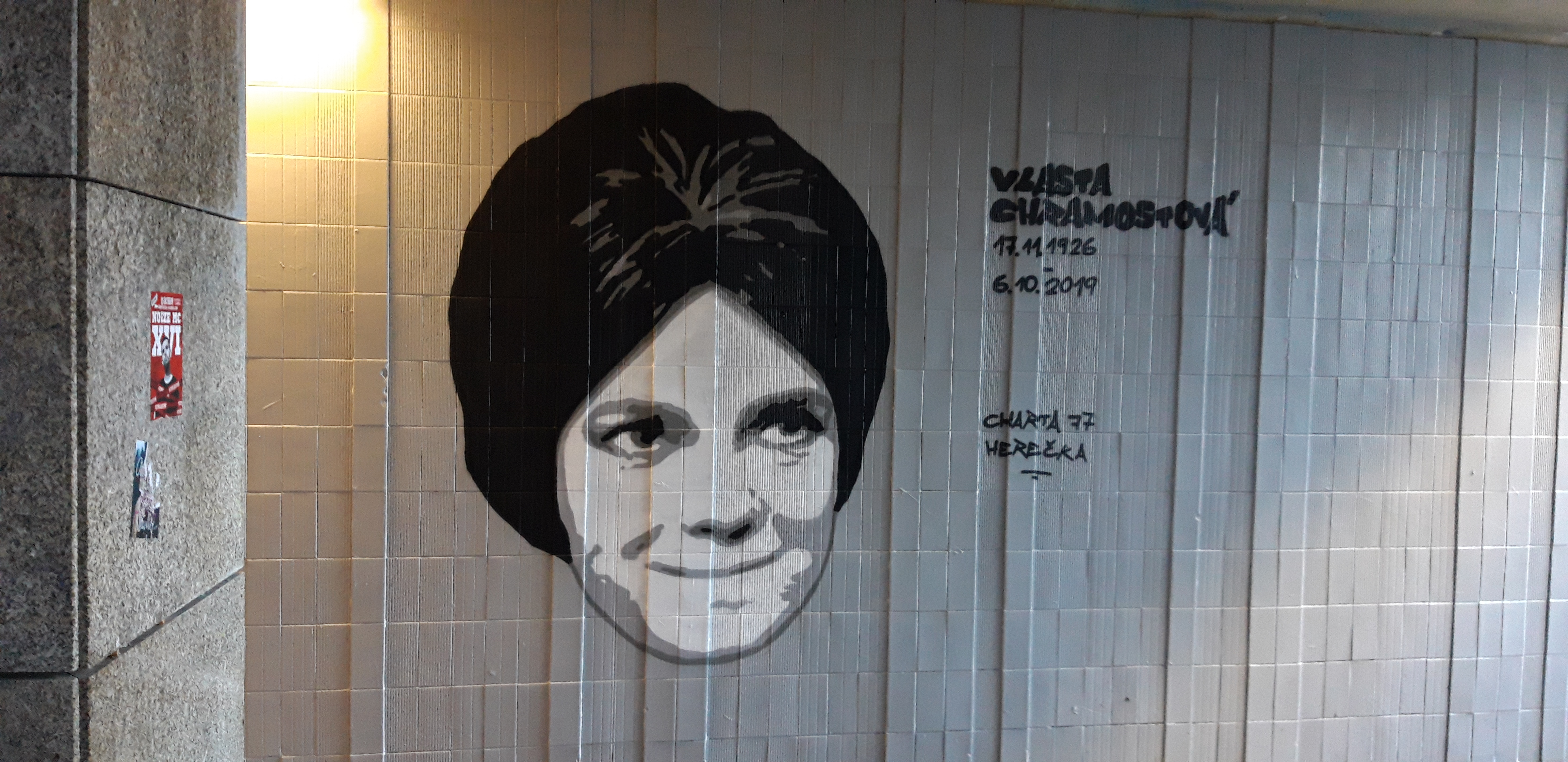
Graffiti s portrétem Vlasty Chramostové v podchodu tramvajové zastávky Muzeum v Praze, říjen 2019

- Friedrich Schiller: Marie Stuartovna
- William Shakespeare: Zkrocení zlé ženy
- 1951 Cho-Ting-Dži a Ting-I: Dívka s bílými vlasy, titulní role, Divadlo čs. armády
- 1952 Samed Vurgun: Východ slunce, role: Mechriban – režie Jan Škoda, Divadlo čs. armády
- 1968 Alchymista – režie Zdeněk Kubeček, Divadlo na Vinohradech
- 1970 Dalskabáty, hříšná ves aneb Zapomenutý čert, Divadlo na Vinohradech
- 1971 Oidipús Antigone – režie Otomar Krejča, Divadlo za branou
- 1972 Racek – režie Otomar Krejča, Divadlo za branou
- 1973 Matka Kuráž a její děti[21] – režie Luboš Pistorius, Západočeské divadlo, Cheb
- 1979 Play Macbeth – režie Pavel Kohout, Bytové divadlo
- 1983 Zpráva o pohřbívání v Čechách – režie František Pavlíček, Bytové divadlo
- 1992 Falkenštejn[22] (role kněžny Anežky), režie Ivan Rajmont, Divadlo Kolowrat
- 2006 Tři životy (benefice k osmdesátinám),[23] režie Ivan Rajmont, Divadlo Kolowrat
- 1999 Kyanid o páté, režie Ivan Rajmont, Divadlo Kolowrat
- 2008 Odcházení, režie David Radok, Divadlo Archa

### Film
- 1949 Velká příležitost
- 1950 Past – režie: Martin Frič
- 1955 Rudá záře nad Kladnem – režie Josef Mach
- 1963 Až přijde kocour – režie Vojtěch Jasný
- 1965 Bílá paní– režie Zdeněk Podskalský
- 1968 Objížďka – režie Josef Mach
- 1968 Spalovač mrtvol – režie Juraj Herz
- 1997 Je třeba zabít Sekala – režie Vladimír Michálek
- 1999 Kuře melancholik – režie Jaroslav Brabec
- 2003 P.F. 77 – režie Jaroslav Brabec
- 2005 Paralelní portrét – režie Jaroslav Brabec
- 2011 Odcházení – režie Václav Havel

### Televize
- 1965 Kůzlátka otevřete... (TV inscenace detektivní hry) – role: Jahnová
- 1968 Klapzubova jedenáctka (TV seriál) – role: Klapzubová
- 1969 Kaviár jen pro přátele (TV komedie) – role: Miluš

### Rozhlas
- 1964 William Shakespeare: Richard III., rozhlasová adaptace, překlad: Zdeněk Urbánek, rozhlasová úprava a režie: Josef Červinka, dramaturgie: Jaromír Ptáček, hudba: Marek Kopele. Hrají: král Richard III. (Jiří Adamíra), král Edvard IV. (Miloš Nedbal), vévoda z Clarence (Otakar Brousek), královna Alžběta (Vlasta Chramostová), lady Anna (Jaroslava Adamová), vévodkyně z Yorku (Leopolda Dostalová), vévoda z Richmondu (Luděk Munzar), vévoda z Buckinghamu (Čestmír Řanda), lord Stanley (Josef Větrovec), lord Hastings (Jaromír Spal), hrabě Rivers (Oldřich Janovský), Catesby (Bohumil Křížek), Radcliff (Bohumil Švarc), Brakenburry (Jiří Suk), londýnský starosta (Ladislav Kulhánek), měšťan a písař (Josef Patočka), vypravěč (Josef Červinka) a další.[24]